# ロール (ミッテルフランケン)
ロール (ドイツ語: Rohr) は、ドイツ連邦共和国バイエルン州ミッテルフランケンのロート郡に属す町村（以下、本項では便宜上「町」と記述する）。

## 地理

### 位置
ロールはシュヴァーバッハとアンスバッハの中間に位置し、レドニッツ川の水系に属すシュヴァーバッハ川に面している。

### 自治体の構成
本市は、公式には16の地区 (Ort) からなる。このうち小集落や孤立農場などを除く集落を以下に列記する。
| - デーヒェンドルフ - グステンフェルデン - ヘングドルフ - コッテンスドルフ - ライテルスホーフ - ロイツドルフ | - ネムスドルフ - プリュンスト - レーゲルスバッハ - ロール - ヴァイラー - ツヴィーゼルホーフ |

## 行政

### 議会
ロールの議会は、16議席からなる。

### 首長
フェリックス・フレーリヒ (SPD)

### 紋章
赤と黒の市松模様に四分割。斜め十字に組み合わされた2本の葦の穂。中央に銀の横帯がそれを覆っている。

## 文化と見所

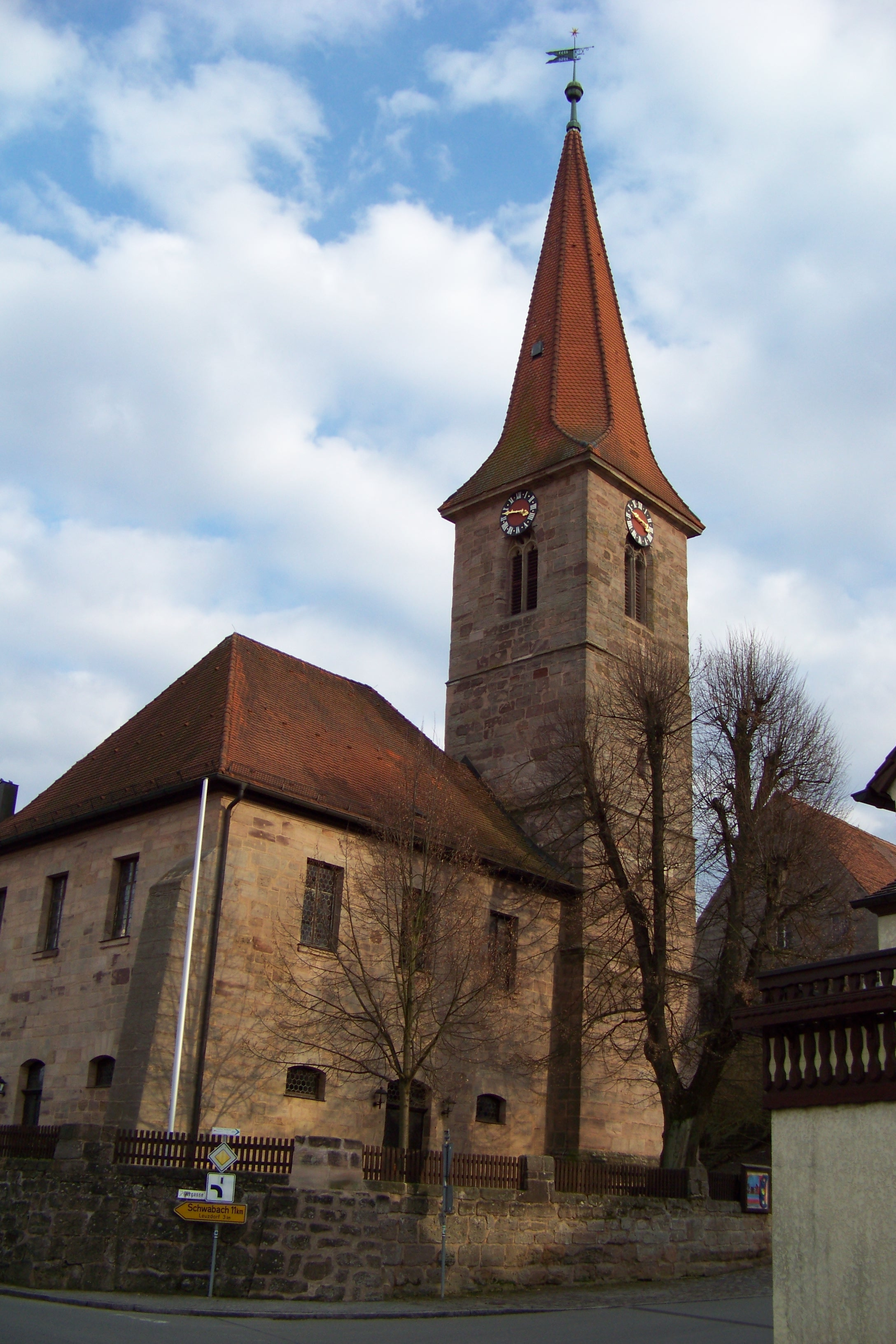
ロールの教会

### 演劇
ロールのアマチュア演劇グループは、
- 劇団 ロール e.V. （1979年創立）
- 劇団 レーゲルスバッハ

### 建造物
- ロール地区にあるプロテスタント、ルター派の教区教会、1493年建立。
- レーゲルスバッハ地区のプロテスタント教会。
- グシュテンフェルデン地区のプロテスタント教会
- コッテンスドルフ地区の自衛教会、15世紀初めの建築。
- 17世紀から18世紀に建てられた多くの木組み建築。

## 経済と社会資本

### 交通
この自治体は、連邦アウトバーンA6号線から、約10km離れている。連邦道B4号 ニュルンベルク - アンスバッハ線までは約3kmである。

### 経済
この自治体では、農林業が主な産業である。企業は、ロール地区、グシュテンフェルデン地区にある。

## 引用
1. ↑  https://www.statistikdaten.bayern.de/genesis/online?operation=result&code=12411-003r&leerzeilen=false&language=de Genesis-Online-Datenbank des Bayerischen Landesamtes für Statistik Tabelle 12411-003r Fortschreibung des Bevölkerungsstandes: Gemeinden, Stichtag (Einwohnerzahlen auf Grundlage des Zensus 2011)
2. ↑  Bayerische Landesbibliothek Online